# Empis minor
Empis minor är en tvåvingeart som beskrevs av Frey 1953. Empis minor ingår i släktet Empis och familjen dansflugor. Inga underarter finns listade i Catalogue of Life.